# Alfonso de Portago
Alfonso de Portago, nome completo Alfonso Antonio Vicente Eduardo Ángel Blas Francisco De Borja Cabeza de Vaca y Leighton y Carvajal y Are, marqués de Portago, detto Fon (Londra, 11 ottobre 1928 – Guidizzolo, 12 maggio 1957), è stato un pilota automobilistico e bobbista spagnolo attivo in varie categorie, tra cui la Formula 1, morto durante la Mille Miglia del 1957 nella tragedia di Guidizzolo, provocata dallo scoppio dello pneumatico della Ferrari 335 S con cui stava gareggiando.

## Biografia
Nato a Londra da una famiglia aristocratica spagnola, figlio di Antonio Cabeza de Vaca, decimo marchese de Portago, e di madre irlandese, Olga Leighton, infermiera, trascorse l'infanzia a Biarritz in Francia, impegnandosi con successo in diversi sport, tra cui il nuoto e l'equitazione.
Nel 1953 incontrò l'importatore americano della Ferrari Luigi Chinetti, che lo portò come suo copilota nella Carrera Panamericana; con una Ferrari 250 MM di sua proprietà gareggiò nella Buenos Aires 1000 del 1954 in coppia con Harry Schell, che concluse al secondo posto.
Si trasferì poi in Europa per continuare a gareggiare con una Maserati, iscrivendosi alla 24 Ore di Le Mans.
Nel 1955 comprò una Ferrari di Formula 1, che però andò presto distrutta in un incidente all'International Trophy di Silverstone in cui De Portago si ruppe una gamba. Trascorsa in convalescenza gran parte dell'anno, ritornò alle corse nel 1956 come pilota ufficiale della Ferrari. Esordì quindi in Formula 1 in Francia e, al successivo Gran Premio di Gran Bretagna, ottenne un secondo posto condiviso con Peter Collins. Il pilota spagnolo, dopo essere partito dodicesimo, aveva rimontato fino alla terza posizione quando venne chiamato ai box per dare il cambio al suo compagno di squadra, che chiuse secondo. Nelle altre gare della stagione fu invece costretto al ritiro. Contemporaneamente corse anche nella categoria sport prototipo, ottenendo buoni risultati. 
De Portago partecipò anche alle Olimpiadi invernali del 1956 a Cortina d'Ampezzo, dove gareggiò nel bob. Nel 1957, ai Campionati mondiali di bob a Sankt Moritz, conquistò la medaglia di bronzo nel bob a due. A lui è stata intitolata l'ultima curva prima del traguardo della pista Olympia Bobrun St. Moritz–Celerina.
Prese parte al Gran Premio d'Argentina 1957 di Formula 1, dove giunse quinto.

### Morte
Iniziò una relazione con l'attrice Linda Christian.
Per la scuderia Ferrari prese parte alla Mille Miglia del 1957. Durante la gara, sulla Strada statale 236 Goitese all'altezza della località di Guidizzolo (MN), alla guida di una Ferrari 335 S, de Portago fu vittima di un incidente causato da un limitatore di carreggiata che tagliò uno pneumatico e morì sul colpo, insieme al copilota Edmund Nelson e a nove spettatori. De Portago riposa nel cimitero di Arcangues, nella Nuova Aquitania.

## Risultati

### Formula 1
| 1956 | Scuderia         | Vettura            |  |  |  |  |     |   |     |     |  | Punti | Pos. |
| ---- | ---------------- | ------------------ |  |  |  |  | --- | - | --- | --- |  | ----- | ---- |
| 1956 | Scuderia Ferrari | Lancia-Ferrari D50 |  |  |  |  | Rit | 2 | Rit | Rit |  | 3     | 15º  |

| 1957 | Scuderia         | Vettura     |   |  |  |  |  |  |  |  |  | Punti | Pos. |
| ---- | ---------------- | ----------- | - |  |  |  |  |  |  |  |  | ----- | ---- |
| 1957 | Scuderia Ferrari | Ferrari 801 | 5 |  |  |  |  |  |  |  |  | 1     | 21º  |

| Legenda | 1º posto     | 2º posto | 3º posto    | A punti         | Senza punti/Non class.  | Grassetto – Pole position Corsivo – Giro più veloce |
| Legenda | Squalificato | Ritirato | Non partito | Non qualificato | Solo prove/Terzo pilota | Grassetto – Pole position Corsivo – Giro più veloce |

### Sportprototipi

#### Campionato mondiale vetture sport
| 1953 | Scuderia           | Vettura                                            | Stati Uniti (bandiera) | Italia (bandiera)      | Francia (bandiera) | Belgio (bandiera)         | Germania Ovest (bandiera) | Regno Unito (bandiera) | Messico (bandiera)   |
| ---- | ------------------ | -------------------------------------------------- | ---------------------- | ---------------------- | ------------------ | ------------------------- | ------------------------- | ---------------------- | -------------------- |
| 1953 | Scuderia Guastalla | Ferrari 375 MM Vignale                             |                        |                        |                    |                           |                           |                        | Rit                  |
| 1954 | Scuderia           | Vettura                                            | Argentina (bandiera)   | Stati Uniti (bandiera) | Italia (bandiera)  | Francia (bandiera)        | Regno Unito (bandiera)    | Messico (bandiera)     |                      |
| 1954 | Pilota privato     | Ferrari 250 MM                                     | 2                      |                        |                    |                           |                           |                        |                      |
| 1954 | Harry Schell       | Ferrari 250 MM Vignale                             |                        | Rit                    |                    |                           |                           |                        |                      |
| 1954 | Maserati           | Maserati A6 GCS                                    |                        |                        |                    | Rit                       |                           |                        |                      |
| 1954 | Escuderia Espaňa   | Ferrari 750 Monza                                  |                        |                        |                    |                           |                           | Rit                    |                      |
| 1955 | Scuderia           | Vettura                                            | Argentina (bandiera)   | Stati Uniti (bandiera) | Italia (bandiera)  | Francia (bandiera)        | Regno Unito (bandiera)    | Italia (bandiera)      |                      |
| 1955 | Marquis De Portago | Ferrari 750 Monza                                  |                        | Rit                    |                    |                           |                           |                        |                      |
| 1956 | Scuderia           | Vettura                                            | Argentina (bandiera)   | Stati Uniti (bandiera) | Italia (bandiera)  | Germania Ovest (bandiera) | Svezia (bandiera)         |                        |                      |
| 1956 | Scuderia Ferrari   | Ferrari 857 S Ferrari 290 MM Ferrari 860 Monza     |                        | Rit                    |                    | 3                         | 3                         |                        |                      |
| 1957 | Scuderia           | Vettura                                            | Argentina (bandiera)   | Stati Uniti (bandiera) | Italia (bandiera)  | Germania Ovest (bandiera) | Francia (bandiera)        | Svezia (bandiera)      | Venezuela (bandiera) |
| 1957 | Scuderia Ferrari   | Ferrari 290 MM Ferrari 315 Sport Ferrari 335 Sport | 3                      | 7                      | Rit†               |                           |                           |                        |                      |

† Deceduto.

#### 24 Ore di Le Mans
| Anno | Classe | N° | Gomme | Vettura                                       | Squadra                   | Co-pilota       | Giri | Pos. Assol. | Pos. di Classe |
| ---- | ------ | -- | ----- | --------------------------------------------- | ------------------------- | --------------- | ---- | ----------- | -------------- |
| 1954 | S 2.0  | 28 | P     | Maserati A6 GCS Maserati 2.0L I6              | Officine Alfieri Maserati | Carlo Tomasi    | 116  | DNF         | DNF            |
| 1956 | S 3.0  | 11 | E     | Ferrari 625 LM Spider Touring Ferrari 2.5L I4 | Scuderia Ferrari          | Duncan Hamilton | 2    | DNF         | DNF            |

#### 12 Ore di Sebring
| Anno    | Scuderia           | Costruttore | Vettura                | Numero | Categoria | Classe | Co-Pilota        | Giri | Risultato di classe | Risultato assoluto |
| ------- | ------------------ | ----------- | ---------------------- | ------ | --------- | ------ | ---------------- | ---- | ------------------- | ------------------ |
| 1954    | Harry Schell       | Ferrari     | Ferrari 250 MM Vignale | 45     | Sport     | S 3.0  | Harry Schell     | 26   | Rit                 | Rit                |
| 1955    | Marquis De Portago | Ferrari     | Ferrari 750 Monza      | 26     | Sport     | S 3.0  | Umberto Maglioli | 53   | Rit                 | Rit                |
| 1956    | Scuderia Ferrari   | Ferrari     | Ferrari 857 S          | 19     | Sport     | S 5.0  | Jim Kimberly     | 137  | Rit                 | Rit                |
| 1957    | Ferrari Factory    | Ferrari     | Ferrari 315 Sport      | 12     | Sport     | S 5.0  | Luigi Musso      | 186  | 6º                  | 7º                 |
| Legenda |                    |             |                        |        |           |        |                  |      |                     |                    |

#### Mille Miglia
| Anno    | Scuderia         | Costruttore | Vettura           | Numero | Categoria | Classe | Co-Pilota     | Risultato di classe | Risultato assoluto |
| ------- | ---------------- | ----------- | ----------------- | ------ | --------- | ------ | ------------- | ------------------- | ------------------ |
| 1957    | Scuderia Ferrari | Ferrari     | Ferrari 335 Sport | 531    | Sport     | S +2.0 | Edmund Nelson | Rit†                | Rit†               |
| Legenda |                  |             |                   |        |           |        |               |                     |                    |

† Deceduto.

#### 1000 km del Nürburgring
| Anno    | Scuderia         | Costruttore | Vettura        | Numero | Categoria | Classe | Co-Pilota                                                    | Giri | Risultato di classe | Risultato assoluto |
| ------- | ---------------- | ----------- | -------------- | ------ | --------- | ------ | ------------------------------------------------------------ | ---- | ------------------- | ------------------ |
| 1956    | Scuderia Ferrari | Ferrari     | Ferrari 290 MM | 4      | Sport     | S +2.0 | Philip "Phil" Hill Frederick "Ken" Wharton Olivier Gendebien | 44   | 3º                  | 3º                 |
| Legenda |                  |             |                |        |           |        |                                                              |      |                     |                    |

#### Carrera Panamericana
| Anno    | Scuderia          | Costruttore | Vettura                | Numero | Categoria | Classe | Co-Pilota      | Giri | Risultato di classe | Risultato assoluto |
| ------- | ----------------- | ----------- | ---------------------- | ------ | --------- | ------ | -------------- | ---- | ------------------- | ------------------ |
| 1953    | Scuderia Gustalla | Ferrari     | Ferrari 375 MM Vignale | 45     | Sport     | S +1.6 | Luigi Chinetti | 2    | Rit                 | Rit                |
| 1954    | Escuderia Espaňa  | Ferrari     | Ferrari 750 Monza      | 2      | Sport     | S +1.5 |                | 0    | Rit                 | Rit                |
| Legenda |                   |             |                        |        |           |        |                |      |                     |                    |